# Языки аймара

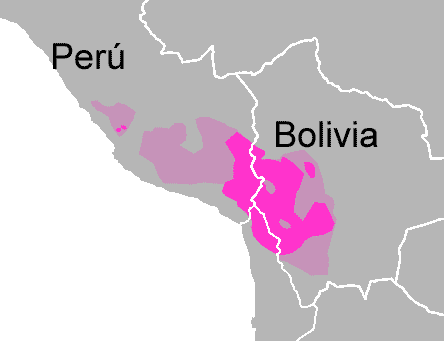
Распространение языков аймара в прошлом и в настоящий момент

Языки аймара или языки хаки — наряду с языками кечуа, одна из двух доминирующих языковых семей в Андах.
Распространённое ранее мнение о родстве с языками кечуа в настоящее время считается маловероятным, а сходство лексики объясняется взаимопроникновением языков, начиная со времён владычества инков.

## Состав семьи
Аймарская семья состоит из 2 языков:
- Аймара. Южный и центральный диалекты иногда считаются различными языками.
- Хакару — особняком стоит диалект кауки (качуй).

На языке аймара говорят 2,2 млн. человек в Боливии, 350 тыс. в Перу и некоторое количество в Чили и Аргентине. На хакару говорят примерно 725 чел. в центре Перу, на кауки - всего 9 живых носителей по состоянию на 2005 г. Кауки плохо документирован и ранее считался отдельным языком, однако полевые исследования показали высокую степень взаимопонимания между кауки и хакару.